# Chase This Light
Chase This Light jest szóstym albumem studyjnym zespołu Jimmy Eat World, wydanym 16 października 2007. Jego producentem jest Butch Vig, który współpracował także z Nirvaną, The Smashing Pumpkins, Against Me! i Sonic Youth.
Album uplasował się na 5. miejscu listy Billboard 200 w Stanach Zjednoczonych, sprzedając się w 62 tys. kopii w pierwszym tygodniu, podczas gdy do 28 stycznia 2008 sprzedano ich 164 tys.
Kilka piosenek z albumu, m.in. Feeling Lucky i Always Be jest częścią intro muzycznego ESPN college basketball.

## Informacje o utworach
Piosenka Carry You pochodzi z osobnego projektu Jima Adkinsa. Go Big Casino. Jimmy Eat World nagrali wcześniej piosenki pochodzące stamtąd - Hear You Me, My Sundown i 12.23.95.
Big Casino, pierwszy singel z albumu, został wydany i opublikowany w radiu 24 września.
Always Be trafiła do różnych kanałó radiowych 3 grudnia 2007, a teledysk miał swoją premierę 30 stycznia na Total Request Live.

## Lista utworów
1. "Big Casino" – 3:40
2. "Let It Happen" – 3:28
3. "Always Be" – 3:04
4. "Carry You" – 4:22
5. "Electable (Give It Up)" – 2:56
6. "Gotta Be Somebody's Blues" – 4:46
7. "Feeling Lucky" – 2:32
8. "Here It Goes" – 3:26
9. "Chase This Light" – 3:29
10. "Firefight" – 3:53
11. "Dizzy" – 4:56

### Utwory dodatkowe
- "Be Sensible" (Australia / UK / Japan) – 5:04
- "Distraction" (Japan / UK/Best Buy US Bonus Download) – 2:58
- "Open Bar Reception" (Smartpunk/InSound pre-order) – 3:55
- "Take Em As They Come" (Bruce Springsteen cover)(iTunes pre-order) – 3:55
- "Dizzy" (acoustic) (iTunes) – 4:27
- "Beautiful Is" (Japan / UK Big Casino single/ Big Casino part 1. 7") – 2:30